# L'Atheliance
Amaterska dramska grupa, tj. kazališna radionica Francuske alijanse Zagreb, L’Athéliance, osnovana je 1995. godine sa svrhom zabavnoga i nekonvencionalnoga pristupa francuskom jeziku. Otvorena svim članovima Alijanse, radionica im, kroz raznovrstan repertoar, omogućava upoznavanje francuskih autora, od dramskih klasika, pa preko komediografa, do pisaca skečeva za mlade izvođače. 
Kao vid učenja francuskoga jezika, radionica u prvom redu stavlja naglasak na stjecanje i obogaćivanje vokabulara (od književnoga jezika od žargona) i usavršavanje izgovora. Nakon faze usvajanja izgovora i vokabulara, tijekom pripremnoga rada mladi glumci svojim zamislima rado 
pridonose postavljanju pojedinih prizora i završnim pripremama predstave.
Kada je radionica osnovana, vodile su je gospođa Irena Stopfer, profesorica francuskoga, i gospođica Florence Fabijanec, izvorni govornik francuskoga jezika. Danas radionicu, uz potporu Mdm. Vite Klaić, vode gospođica Florence Fabijanec, izvorni govornik francuskoga jezika, i redateljica Frana Marija Vranković.

## Radionica je održala devet samostalnih predstava:
1996. "Ćelava pjevačica" Eugèna Ionesca
1998. "Skandal" Duverta i Lauzannea, popraćen improvizacijom na temu tramvajskoga kontrolora
1999. "Liječnik usprkos svemu" s ulomcima iz Molièreova Umišljenoga bolesnika i Romainova Knocka, te jednim skečem na temu liječnika
2001. "Kabaret" sa skečevima, La Fontaineovim, basnama i humorističnim tekstovima Raymonda Devosa, Fernanda Raynauda, i Jeana Cocteaua, te Mistinguettinim i Perchicotovim šansonama
2002. "Kakav zanat!" s jednim tekstom Jacquesa Préverta, scenskim adaptacijama tekstova humorista Pierrea Daca, jednim monologom Jeana-Michela Ribesa i skečevima za mlade na temu odnosa službenika i stranke
2003. «Audicija», dvadesetominutni igrokaz na temu glazbene komedije, koji počinje probom opere Carmen koji vodi sam Georges Bizet, a završava vrlo slobodnom verzijom početaka koreografije french cancana u nazočnosti skladatelja Pariškoga života, Jacquesa Offenbacha, Bizetova suvremenika.
2004./05. "Exercices de style u kafiću", preradba zbirke tekstova 'Exercices de style' Raymonda Queneaua
2005./06. «Le roi se meurt au théâtre», preradba drame 'Le roi se meurt' Eugena Ionesca s kratkim insertom iz 'L'échange' Paula Claudela
2006./07. «L'amour au Moyen Age», en cinq scènes

## Radionica je sudjelovala na:
Danu frankofonije 22. ožujka 2001. u Multimedijalnom centru s predstavom «Francuski ... volim».
25. ožujka 2002. u Dramskom kazalištu Gavelli na proslavi pedesete obljetnice Francuske Alijanse Zagreb s predstavom «Francuski ... volim».
Mini festivalu francuskoga kazališta, 22. ožujka.2002. u Gradskom kazalište Trešnja s «Audicijom».
Večeri francuske šansone, 04. lipnja 2003. u Splitu, s «Audicijom» kao uvodnim dijelom, ispred HNK Split.
Proslavi Dana glazbe, 'La fête de la Musique', 21. lipnja 2003. s komadom «Monsieur le Petit le Chasseur», pjevnim sketchom na Zrinskom trgu.
Danu frankofonije 23. ožujka 2005. u kino dvorani 1. gimnazije, u sklopu predstava na francuskom jezikom u izvedbi zagrebačkih učenika, s kratkim isječcima iz predstave «Exercices de style u kafiću».
29. SKAZu 01. travnja 2005. s predstavom «Exercices de style u kafiću»
Danima francuske kulture u Varaždinu 29. travnja 2005. s predstavom «Exercices de style u kafiću».
Proslavi Dana glazbe, 'La fête de la Musique', 21. lipnja 2005. s kratkim isječcima iz predstave «Exercices de style u kafiću».
30. SKAZu 07. travnja 2006. s predstavom «Le roi se meurt au théâtre» u KNAPu
3. FFRIKu 05. svibnja 2006. s predstavom «Le roi se meurt au théâtre» u teatru &TD
Proslavi Dana glazbe, 'La fête de la Musique', 21. lipnja 2006. s «Sous la tonnelle» (Pod sjenicom) J. Prěverta

## Vanjske poveznice
- Francuska alijansa Zagreb